# Abu al-Mudżahir
Abu al-Mudżahir (arab. أبو المجاهر) – wieś w Syrii, w muhafazie Aleppo, w dystrykcie Dżabal Siman. W 2004 roku liczyła 332 mieszkańców.